# Recta (distrito)
Recta é um distrito peruano localizado na Província de Bongará, departamento Amazonas. Sua capital é a cidade de Recta.

## Transporte
O distrito de Recta é servido pela seguinte rodovia:
- AM-106, que liga o distrito deMolinopampa à cidade de Florida [2][3][4]